# Герасимова, Нина Тихоновна
 Нина Тихоновна Герасимова (23 марта 1924, Выгорь — 10 августа 1942, Михайловка, Смоленская область) — советская партизанка.

## Биография
Родилась 23 марта 1923 года в деревне Выгорь Дорогобужского района Смоленской области.
Член ВЛКСМ. На начало Великой Отечественной войны проживала в родной деревне.
С 26 января 1942 года — в партизанском отряде «Дедушка»: разведчица, пулемётчица.
12 июля 1942 года схвачена карателями по доносу кого-то из местных жителей деревни Выгорь.
10 августа 1942 года после допросов и длительных пыток расстреляна немцами в деревне Михайловское Дорогобужского района Смоленской области.
Похоронена на кладбище в деревне Выгорь.
Награждена посмертно медалью «Партизану Отечественной войны» 1-й степени.

## Память
- В советское время имя Герасимовой носила пионерская дружина Верхнеднепровской средней школы Дорогобужского района;
- В Дорогобужской детско-юношеской спортивной школе проводились соревнования юных баскетболистов на приз Нины Герасимовой;
- Могила является памятником истории регионального значения[2];
- Жизнь Нины описана в опубликованных воспоминаниях младшей сестры Лилии.